# 다대진선생안
다대진선생안(多大鎭先生案)은 부산광역시 동래구 안락동 충렬사에 있는, 조선시대 17세기 초부터 1894년까지 다대진에 부임한 역대 첨사(僉使)들의 명단을 순차적으로 추가하여 기록한 누가식(累加式) 필사본 3책이다. 2015년 8월 19일 부산광역시의 유형문화재 제164호로 지정되었다.

## 개요
『다대진선생안』은 17세기 초부터 1894년까지 다대진에 부임한 역대 첨사(僉使)들의 명단을 순차적으로 추가하여 기록한 누가식(累加式) 필사본 3책이다. 이 선생안에는 역대 첨사들의 명단뿐 아니라 다대진에 도임한 첨사들의 관계(官階), 임명, 부임, 교체 시기, 이임 사유, 거주지 등이 기록되어 있어, 동래지역에 설치된 조선시대 군진(軍鎭)과 관련한 정보를 밝혀주는 원천자료로서의 가치가 높다.
더구나 필사본 『다대진선생안』은 현존하는 유일본으로 그 희소성에서도 높은 상징적 가치를 가지고 있을 뿐 아니라, 『조선왕조실록(朝鮮王朝實錄)』, 『승정원일기(承政院日記)』, 『일성록(日省錄)』 등의 관변 자료나 개인 문집 등에서 그 행적을 확인할 수 없는 인물도 상당수 포함하고 있어 동래지역사와 더불어 한국사 연구에도 귀중한 자료로 활용할 수 있는 문화재이다.

## 같이 보기
- 충렬사

## 참고 문헌
- 다대진선생안 - 국가유산청 국가유산포털